# Liste des épisodes des Quatre Fantastiques
La première apparition des Quatre Fantastiques date de novembre 1961.

Pour chaque épisode sont présentés le numéro du journal, le titre en français et en anglais, les principaux personnages de l'épisode.

## Fantastic Four

### Numéros 1 à 50
N° 1 (11/1961) : Les Fantastiques - The Fantastic Four

N° 1 (11/1961) : Les Fantastiques affrontent l'Homme-Taupe - The Fantastic Four meet the Mole Man (L'Homme-Taupe)

N° 2 (01/1962) : Les Fantastiques affrontent les Skrulls - The Fantastic Four meet the Skrulls from outer space (Les Skrulls)

N° 3 (03/1962) : Les Fantastiques contre l'abominable Miracle Man - The menace of the Miracle Man (Miracle Man)

N° 4 (05/1962) : Les Fantastiques contre le Prince des mers - The coming...of Sub-Mariner (Namor)

N° 5 (07/1962) : Prisonniers de Fatalis - Prisoners of Doctor Doom (Dr. Fatalis)

N° 6 (09/1962) : Les Fantastiques face à une double menace - Captives of the deadly duo (Namor, Dr. Fatalis)

N° 7 (10/1962) : Il faut sauver la planète X - Prisoners of Kurrgo, Master of planet X (Kurrgo)

N° 8 (11/1962) : Sus au Maître des Maléfices! - Prisoners of the Puppet Master (Le Maître des Maléfices, Alicia Masters)

N° 9 (12/1962) : La fin des Fantastiques - The end of the Fantastic Four (Namor)

N° 10 (01/1963) : Le retour de Fatalis - The return of Doctor Doom (Dr. Fatalis, Alicia Masters)

N° 11 (02/1963) : Visite guide chez les Fantastiques - A visit with the Fantastic Four

N° 11 (02/1963) : L'Homme Impossible - The Impossible Man (L'Homme Impossible)

N° 12 (03/1963) : L'incroyable Hulk - The incredible Hulk (Hulk)

N° 13 (04/1963) : Les Fantastiques face au Fantôme Rouge et ses super-singes - The Fantastic Four, versus the Red Ghost and his indescribable super-apes (Le Fantôme Rouge, Le Gardien)

N° 14 (05/1963) : Le Maître des Maléfices - Sub-Mariner, and the merciless Puppet Master (Le Maître des Maléfices, Namor)

N° 15 (06/1963) : Le Penseur Fou et son terrible androïde - The Mad Thinker and his awesome android (Le Penseur Fou, L'Androïde)

N° 16 (07/1963) : Le micro-monde de Fatalis - The micro-world of Doctor Doom (Dr. Fatalis, L'Homme-Fourmi)

N° 17 (08/1963) : Vaincus par Fatalis ! - Defeated by Doctor Doom ! (Dr. Fatalis, Alicia Masters)

N° 18 (09/1963) : Un Skrull parmi nous - A Skrull walks among us (Le Super-Skrull)

N° 19 (10/1963) : Les Fantastiques prisonniers du pharaon - Prisoners of the pharaoh (Rama-Tut)

N° 20 (11/1963) : Le mystérieux Homme-Molécule - The mysterious Molecule Man (L'Homme-Molécule, Le Gardien)

N° 21 (12/1963) : Maître de la Haine - The Hate-Manger (Le Maître de la Haine)

N° 22 (01/1964) : L'Homme-Taupe est de retour - The return of the Mole Man (L'Homme-Taupe)

N° 23 (02/1964) : Le complot de Fatalis - The master plan of Doctor Doom (Dr. Fatalis)

N° 24 (03/1964) : L'Enfant Terrible - The Infant Terrible (L'Enfant Terrible)

N° 25 (04/1964) : Hulk contre la Chose - The Hulk vs. the Thing (Hulk)

N° 26 (05/1964) : Les Vengeurs prennent le relais - The Avengers take over (Hulk, Les Vengeurs)

N° 27 (06/1964) : Sur la piste du Prince des mers - The search for Sub-Mariner (Namor, Dr. Strange)

N° 28 (07/1964) : Il faut combattre les X-Men - We have to fight the X-Men (Le Maître des Maléfices, Le Penseur Fou, L'Androïde, Les X-Men)

N° 29 (08/1964) : Tout commence à Yancy Street - It started on Yancy Street (Le Fantôme Rouge, Le Gardien)

N° 30 (09/1964) : Diablo l'effroyable - The dreaded Diablo (Diablo)

N° 31 (10/1964) : Ce fléau qu'on appelle l'Homme-Taupe - The mad mence of the macabre Mole Man (L'Homme-Taupe, Les Vengeurs)

N° 32 (11/1964) : Mort d'un héros - Death of a hero (Franklin Storm, L'Homme Invincible)

N° 33 (12/1964) : Pour sauver le Prince des mers - Side-by-side with Sub-Mariner (Namor, Lady Dorma)

N° 34 (01/1965) : De l'eau dans le gaz - A house divided (Gregory Gideon)

N° 35 (02/1965) : Désastre au campus - Calamity on the campus (Diablo, L'Homme-Dragon)

N° 36 (03/1965) : Les Terrifics - The Frightful Four (Les Terrifics)

N° 37 (04/1965) : La plus lointaine étoile... - Behold ! a distant star (Les Skrulls)

N° 38 (05/1965) : Écrasés par les Terrifics ! - Defeated by the Frightful Four (Les Terrifics)

N° 39 (06/1965) : Un aveugle les conduira... - A blind man shall lead them (Dr. Fatalis, Daredevil)

N° 40 (07/1965) : La bataille du Baxter Building - The battle of the Baxter Building (Dr. Fatalis, Daredevil)

N° 41 (08/1965) : La défection de Ben Grimm - The brutal betrayal of Ben Grimm (Les Terrifics)

N° 42 (09/1965) : Devrai-je t'abattre pour te sauver? - To save you, why must I kill you? (Les Terrifics)

N° 43 (10/1965) : Tout à une fin - Lo, There shall be an ending (Les Terrifics)

N° 44 (11/1965) : Monsieur s'appelle Gorgone - The gentleman's name is Gorgon (Gorgone, Médusa, L'Homme-Dragon)

N° 45 (12/1965) : Les Inhumains sont parmi nous - Among us... Hide the Inhumans (Les Inhumains, L'Homme-Dragon)

N° 46 (01/1966) : Ceux qui voudraient nous détruire... - Those who would destroy us (Les Inhumains, L'Homme-Dragon)

N° 47 (02/1966) : Royaume secret - Beware the hidden land (Les Inhumains, L'Homme-Dragon, Alicia Masters)

N° 48 (03/1966) : Voici venir Galactus - The coming of Galactus (Les Inhumains, Le Surfer d'Argent, Le Gardien, Galactus)

N° 49 (04/1966) : Au jour du jugement... - If this be doomsday (Galactus, Le Surfer d'Argent, Le Gardien)

N° 50 (05/1966) : L'incroyable saga du Silver Surfer - The starting saga of the Silver Surfer (Galactus, Le Surfer d'Argent, Le Gardien, Alicia Masters)

### Numéros 51 à 100
N° 51 (06/1966) : Cet homme... Ce monstre - This man... This monster (Wyatt Wingfoot)

N° 52 (07/1966) : La Panthère Noire - The Black Panther (La Panthère Noire, Wyatt Wingfoot)

N° 53 (08/1966) : C'est arrivé ainsi - The way it began (La Panthère Noire, Klaw)

N° 54 (09/1966) : Qui détient le mauvais œil... - Whosoever finds the evil eye... (Les Inhumains, Wyatt Wingfoot, Le Prêtre Jean)

N° 55 (10/1966) : Quand frappe le Silver Surfer - When strikes the Silver Surfer (Le Surfer d'Argent, Alicia Masters)

N° 56 (11/1966) : Klaw le criminel maître du son - Klaw, the murderous master of sound (Klaw)

N° 57 (12/1966) : Entre... le Dr Fatalis - Enter... Dr Doom (L'Homme Sable, Dr. Fatalis, Le Surfer d'Argent)

N° 58 (01/1967) : Du fond de la défaite - The dismal dregs of defeat (Dr. Fatalis, Wyatt Wingfoot)

N° 59 (02/1967) : Catastrophe - Doomsday (Dr. fatalis, Le Surfer d'Argent, Les Inhumains)

N° 60 (03/1967) : Puissance et péril - The peril and the power (Dr. Fatalis, Le Surfer d'Argent, Les Inhumains)

N° 61 (04/1967) : Où passe l'Homme Sable - Where stalks the Sandman (Le Surfer d'Argent, L'Homme Sable, Crystal)

N° 62 (05/1967) : Celui-là le sauvera - ...And one shall save him (Les Inhumains, Blastaar, L'Homme Sable)

N° 63 (06/1967) : Blastaar, la bombe vivante - Blastaar, the living bomb-burst (Blastaar, L'Homme Sable, Triton)

N° 64 (07/1967) : Sinistre factionnaire - The sentry sinister (La Sentinelle 459)

N° 65 (08/1967) : ...Venu d'un autre monde - ...From beyond this planet earth (Ronan l'Accusateur, Alicia Masters, L'Enclave)

N° 66 (09/1967) : L'énigme de la ruche - What lurks behind the beehive? (Alicia Masters, L'Enclave, Crystal)

N° 67 (10/1967) : L'ouverture du cocon - When opens the cocoon? (Alicia Masters, L'Enclave, Crystal, Adam Warlock)

N° 68 (11/1967) : Mission... Détruire les 4 Fantastiques - His mission : Destroy the Fantastic Four (Dr. Jose Santini, Le Penseur Fou, Crystal)

N° 69 (12/1967) : Trahis par Ben - By Ben betrayed (Le Penseur Fou, Dr. Jose Santini)

N° 70 (01/1968) : La chute des puissances - When fall the mighty (Le Penseur Fou, Dr. Jose Santini, L'Androïde)

N° 71 (02/1968) : Tout a une fin - ...And so it ends... (L'Androïde, Crystal)

N° 72 (03/1968) : Quand paraît Silver Surfer - Where soars the Silver Surfer (Le Gardien, Le Surfer d'Argent, Crystal)

N° 73 (04/1968) : Dans le feu du combat - The flames of battle (Daredevil, Thor, Spider-Man)

N° 74 (05/1968) : L'appel de Galactus - When calls Galactus (Alicia Masters, Le Surfer d'Argent, Le Châtieur, Galactus)

N° 75 (06/1968) : ...À l'intérieur des mondes - Worlds within worlds (Galactus, Le Surfer d'Argent)

N° 76 (07/1968) : Naufragés en Sub-Atomica - Stranded in Sub-Atomica (Psycho-Man, Le Surfer d'Argent, Galactus, L'Indestructible)

N° 77 (08/1968) : La Terre survivra-t-elle? - Shall Earth endure? (Psycho-Man, Le Surfer d'Argent, Crystal)
 
N° 78 (09/1968) : La Chose... C'est fini! - The Thing no more (Le Sorcier)

N° 79 (10/1968) : Monstre pour toujours? - A monster forever? (Crystal, Alicia Masters, L'Androïde)

N° 80 (11/1968) : Le réveil du totem vivant - Where treads the living totem (Wyatt Wingfoot, Tomazooma)

N° 81 (12/1968) : Exquise élémentale - Enter... The exquisite elementall (Crystal, Le Sorcier)

N° 82 (01/1969) : Le sceau du dément - The mark of...the madman (Crystal, Maximus, Les Inhumains)

N° 83 (02/1969) : L'Homme survivra-t-il? - Shall Man survive (Crystal, Maximus, Les Inhumains)

N° 84 (03/1969) : Celui qu'on nomme Fatalis - The name is Doom (Crystal, Dr. Fatalis)

N° 85 (04/1969) : Cette nation martyre - Within this tortured land (Crystal, Dr. Fatalis, Gustav Hauptmann)

N° 86 (05/1969) : Les victimes - The victims (Crystal, Dr. Fatalis, Gustav Hauptmann)

N° 87 (06/1969) : Orgueil et puissance - The power and the pride (Crystal, Dr. Fatalis, Gustav Hauptmann)

N° 88 (07/1969) : La maison est en carton - A house there was (Crystal, L'Homme-Taupe)

N° 89 (08/1969) : Les délires de l'Homme-Taupe - The madness of the Mole Man (Crystal, L'Homme-Taupe)

N° 90 (09/1969) : Un esclavagiste skrull - The Skrull takes a slave (Crystal, L'Homme-Taupe, Les Skrulls)

N° 91 (10/1969) : La Chose...Esclave! - The Thing...Enslaved! (Les Skrulls, Torgo (en))

N° 92 (11/1969) : Ben Grimm, Asassin! - Ben Grimm, Killer! (Crystal, Les Skrulls, Torgo)

N° 93 (12/1969) : À la merci de Torgo - At the mercy of Torgo (Crystal, Les Skrulls, Torgo)

N° 94 (01/1970) : Les Terrifics récidivent - The return of the Frightful Four (Agatha Harkness, Les Terrifics)

N° 95 (02/1970) : Demain...3e défi mondial - Tomorrow...World war three (Crystal, Médusa, Monocle)

N° 96 (03/1970) : Le Penseur Fou et ses androïdes de la mort - The Mad Thinker and his androids of death (Le Penseur Fou)

N° 97 (04/1970) : Le monstre du lagon perdu - The monster from the lost lagon (Mowfus)

N° 98 (05/1970) : La lune a ses mystères - Mystery on the moon)

N° 99 (06/1970) : La Torche se fâche - The Torch goes wild (Les Inhumains)

N° 100 (07/1970) : Sur le chemin du retour - The long journey home (Le Maître des Maléfices, Le Penseur Fou)

### Numéros 101 à 105
N° 101 (08/1970) : Ça barde au Baxter Building - Bedlam in the Baxter Building (Crystal)

N° 102 (09/1970) : La puissance du Prince des mers - The strenght of the Sub-Mariner (Crystal, Namor, Magnéto)

N° 103 (10/1970) : Atlantis déclare la guerre - At war with Atlantis (Crystal, Namor, Magnéto, Lady Dorna)

N° 104 (11/1970) : Une planète asservie - Our world...enslaved (Crystal, Namor, Magnéto, Lady Dorna)

N° 105 (12/1970) : Un monstre dans nos rues - The monster in the streets (Crystal, Zolten Rambow, Larry Rambow)

### Annuals
N° 1 (1963) : Le Prince des mers en guerre contre la race humaine - Sub-Mariner versus the human race (Namor, Lady Dorma)

N° 1 (1963) : Les Quatre Fantastiques rencontrent Spider-Man - The fabulous Fantastic Four meet Spider-Man

N° 2 (1964) : Les Origines du Dr Fatalis - The fantastic origin of Doctor Doom (Dr. Fatalis)

N° 2 (1964) : La victoire finale de Fatalis - The final victory of Doctor Doom (Dr. Fatalis)

N° 3 (1965) : Chambard au Baxter Building - Bedlam at the Baxter Building (Dr. Fatalis, Le Maître des Maléfices, L'Homme-Taupe, Le Fantôme Rouge, Les X-Men, Les Vengeurs, Daredevil, Le Gardien...)

N° 4 (1966) : La Torche qui fut... - The Torch that was (Gueule d'Or, Le Penseur Fou, Quasimodo)

N° 5 (1967) : Diviser... et régner - Divide... and conquer (Psycho-Man, Les Inhumains, La Panthère Noire)

N° 5 (1967) : Les incomparables pouvoirs du Silver Surfer - The peerless power of the Silver Surfer (Le Surfer d'Argent, Quasimodo)

N° 6 (1968) : Que la vie soit! - Let there be... life! (Annihilus, Crystal, Franklin Richards)

## Une aventure des fantastiques(éditions Lug)
1. Les Inhumains sont parmi nous, janvier 1973
2. La saga du Surfer d'Argent, janvier 1973
3. La Panthère Noire, avril 1974
4. Dr. Fatalis, avril 1974
5. Voyage cosmique, octobre 1974
6. La Citadelle, janvier 1975 (naissance de Lui, qui deviendra Adam Warlock)
7. Le Penseur Fou, juillet 1975
8. Alors vint Galactus, octobre 1975
9. Le Sorcier, janvier 1976
10. Maximus, juillet 1976
11. Les Robots de Fatalis, juillet 1976
12. L'Homme Taupe, janvier 1977
13. Les jeux du cirque, juillet 1977
14. Destination Lune, octobre 1977
15. Le Prince des Mers, janvier 1978
16. Panique à New-York, juillet 1978
17. Perdus dans le cosmos, octobre 1978
18. Le Maître des Esprits, janvier 1979
19. Les Sortilèges de Diablo, juillet 1979
20. La Chose et Hulk, octobre 1979